# Floriana Cangiano
Floriana Cangiano, también conocida como FLO, es una cantautora y actriz de teatro italiana. Su música es una mezcla de antiguos sonidos del sur de Italia, música napolitana contemporánea y elementos clásicos de la música latina, siendo el resultado de una permanente búsqueda de historias, tradiciones y ritualidad. Es considerada una de las voces principales de la escena musical del sur de Italia.
Ha colaborado con artistas como Elena Ledda, Enrico Rava, Daniele Sepe, Jorge Hernández, Luca Aquino, Stefano Bollani, Paolo Angeli, Paolo Fresu, Peppe Servillo, Vincenzo Zitello, entre otros.

## Biografía
Cangiano nació el 21 de octubre de 1990 y se graduó con honores en «canto y coral» en el Conservatorio de San Pietro a Maiella, Nápoles. Debutó bajo el patrocinio de Claudio Mattone dentro del teatro musical.
En 2006 empezó a colaborar con la banda de neoclassical darkwave, Corde Oblique, para los álbumes Volontà d'arte (2007), The Stones of Naples (2009), A Hail of Bitter Almonds (2011) y Per le strade ripetute (2013).
En 2014, FLO lanzó su primer álbum en solitario, D'amore e di altre cose irreversibili, con el cual obtuvo diversos premios, entre los que se destacan el Premio Musicultura 2014; Premio «Radio Rai 1» a la Mejor Música en Musicultura 2014; Premio Andrea Parodi Absolute 2014; Mejor Música en el Premio Parodi 2014 y Mejor arreglo en el Premio Parodi 2014. Dos años más tarde, su álbum, Il mese del rosario, obtuvo los galardones Mejor texto en el premio Bianca d'Aponte 2014 y Premio Musicultura 2015.

## Discografía

### Con Corde Oblique
- 2007 - Volontà d'arte
- 2009 - The Stones of Naples
- 2011 - A Hail of Bitter Almonds
- 2013 - Per le strade ripetute

### En solitario
- 2014 - D'amore e di altre cose irreversibili
- 2016 - Il mese del rosario
- 2018 - La mentirosa
- 2020 - 31Salvittuti
- 2022 - Brave Ragazze